# Sankt Aegidi
Sankt Aegidi är en ort och kommun i Österrike. Den ligger i distriktet Schärding i förbundslandet Oberösterreich, 200 kilometer väster om huvudstaden Wien.
Kommunen består av 37 orter (Ortschaften) (inom parentes invånarantal 1 januari 2024):

- Adelsgrub (12)
- Au (34)
- Breitenau (18)
- Dorf (40)
- Dornedt (11)
- Eben (28)
- Edern (69)
- Flenkental (38)
- Fraunhof (11)
- Grafendorf (21)
- Grübl (10)
- Gschwendt (55)
- Hackendorf (75)
- Henndorf (19)
- Höllau (67)
- Innerleiten (14)
- Kößlau (57)
- Lehen (104)
- Maierhof (25)
- Mittelbach (10)
- Mühlbach (26)
- Oberleiten (37)
- Panholz (21)
- Prünst (11)
- Reisedt (57)
- Reiting (34)
- Sagedt (9)
- Schauern (65)
- St. Aegidi (255)
- Steinedt (41)
- Straß (10)
- Tullern (53)
- Voglgrub (30)
- Walleiten (60)
- Wallern (45)
- Witzenedt (51)
- Zimmerleiten (33)